# Pizotifeno
Pizotifeno (DCI; nome comercial: Sandomigran), é um fármaco baseado em benzociclohepteno usado como um medicamento, principalmente como um preventivo para reduzir a frequência de enxaquecas recorrentes.